# Peter Sigmond
Péter Géza (Peter) Sigmond (Boedapest, 21 mei 1932 – Weert, 16 augustus 2015) was een Nederlands architect die werd geboren in Hongarije.
Sigmond studeerde uitvoerende bouwkunde aan de Technische Universiteit van Boedapest. Hij vluchtte tijdens de Hongaarse Opstand in 1956 naar Engeland (Londen). Na 3 jaar aldaar gewerkt te hebben, vertrok hij in 1959 naar Nederland, waar hij diverse gebouwen ontwierp. Hij is onder andere de architect van Shoppingcenter 't Loon en de betonnen Vascowoningen van de wijk Vrieheide-De Stack in Heerlen. Villa Goessen en de Pastoor Van Arskerk hebben sinds 2013 de status van Rijksmonument en zijn opgenomen in de de lijst van bijzondere gebouwen in Nederland uit de periode 1959-1965. De wijk Vrieheide is opgenomen in de Atlas van de Wederopbouw.

## Werk
Een overzicht van de werken van Peter Sigmond
- Hauptstadt Berlin i.s.m. Peter en Alison Smithson (internationale prijsvraag, 3e prijs)
- De Ark in Schaesberg (Landgraaf)
- Woonhuis/kantoor Goessen in Maastricht
- Pastoor van Arskerk (Haarlem) (in dienst van architect Gerard Holt)
- Torenflat (Maastricht) (Maastricht)(in dienst van architect Gerard Holt)
- Bankgebouw NMB-bank Brunssum (Later ABN AMRO-bank)
- Bejaardencentrum Douvenrade, Heerlen
- Shoppingcenter 't Loon in Heerlen
- Appartementengebouwen Burgemeester Van Grunsvenplein
- Vrieheide-De Stack in Heerlen
- Voormalige St. Claraschool Heerlen
- Garage Canton Reiss Heerlen (gesloopt in 2000)
- Mariniersmonument Sittard in samenwerking met Jos Hermans
- Woonhuis en atelier Hermans, Nuth
- Winkelcentrum Muntpassage in Weert (stad) (diverse malen verbouwd)

## Afbeeldingen

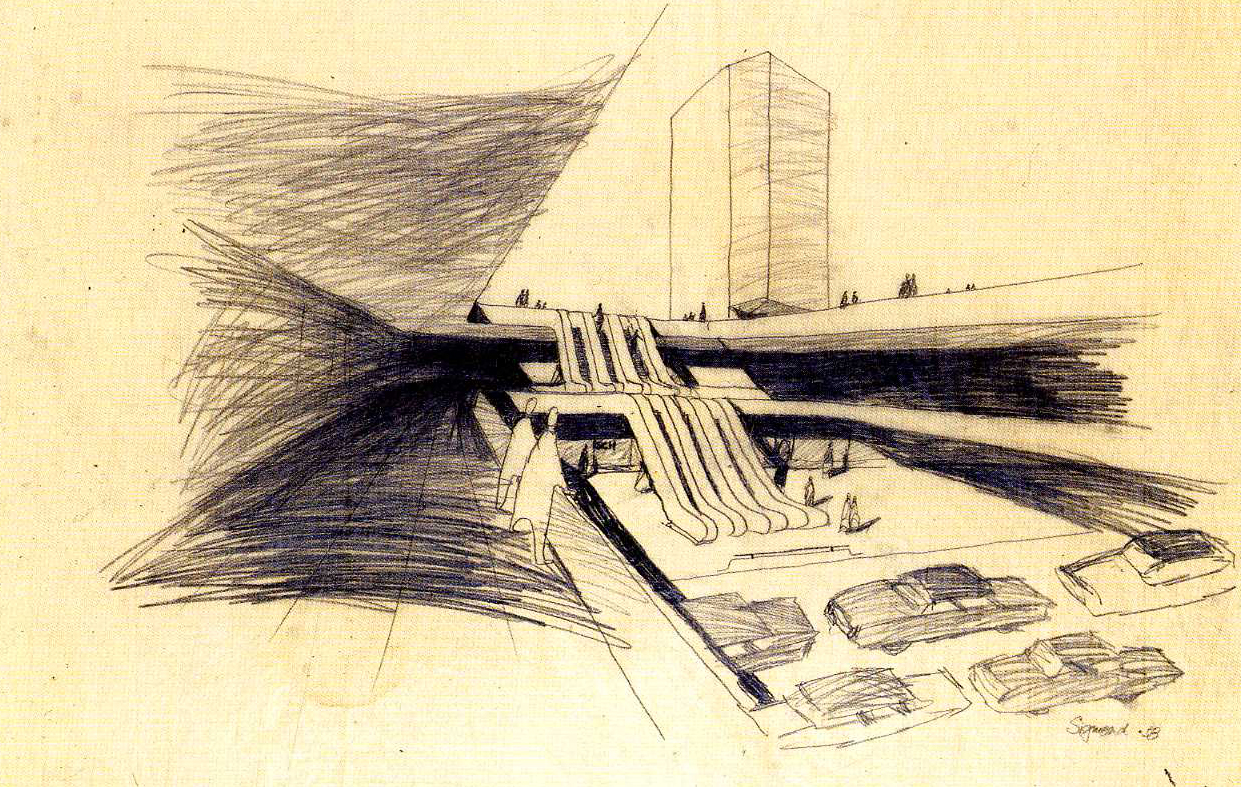
Schets prijsvraag Hauptstadt Berlin
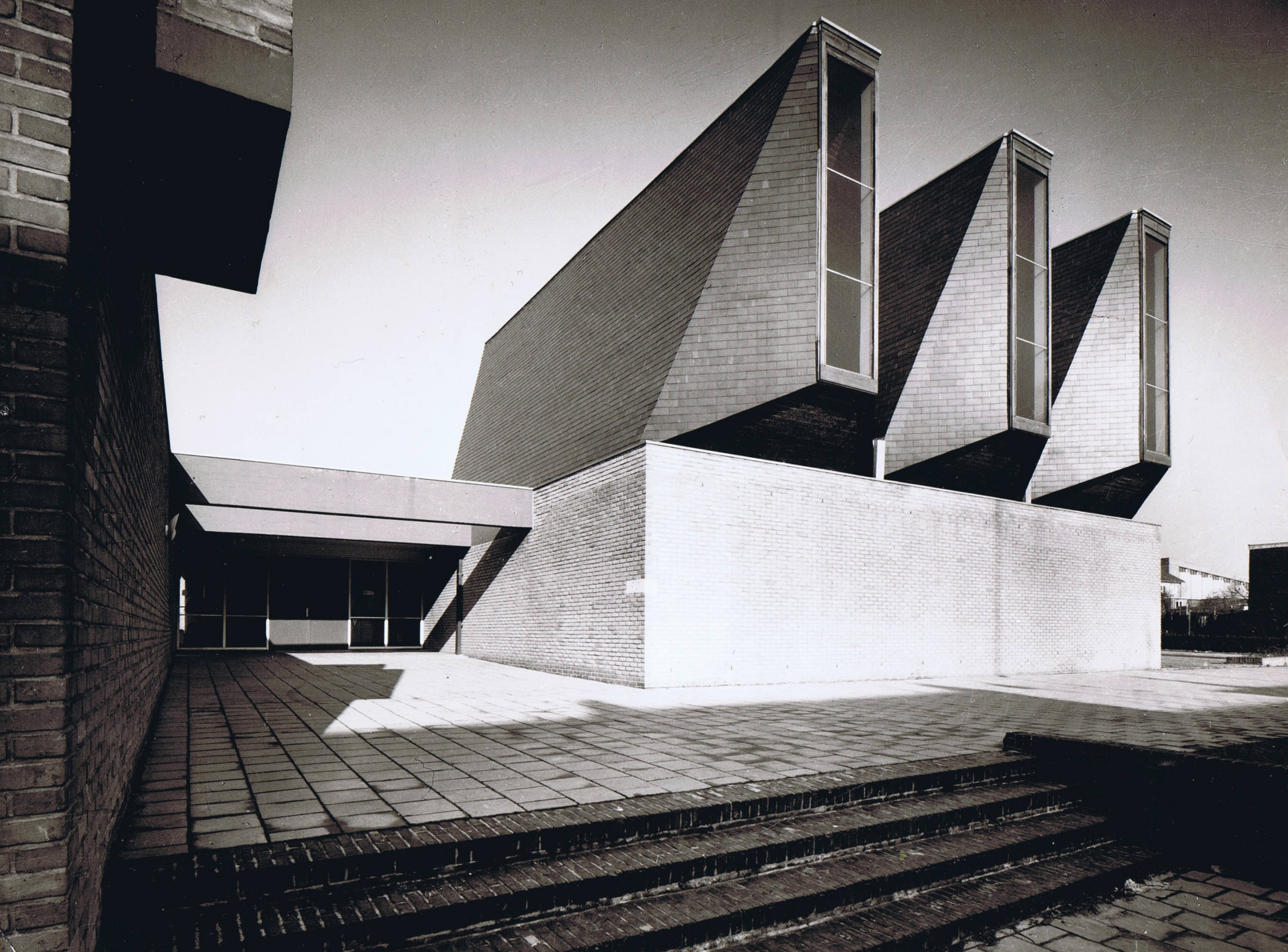
De Ark Schaesberg (Landgraaf)
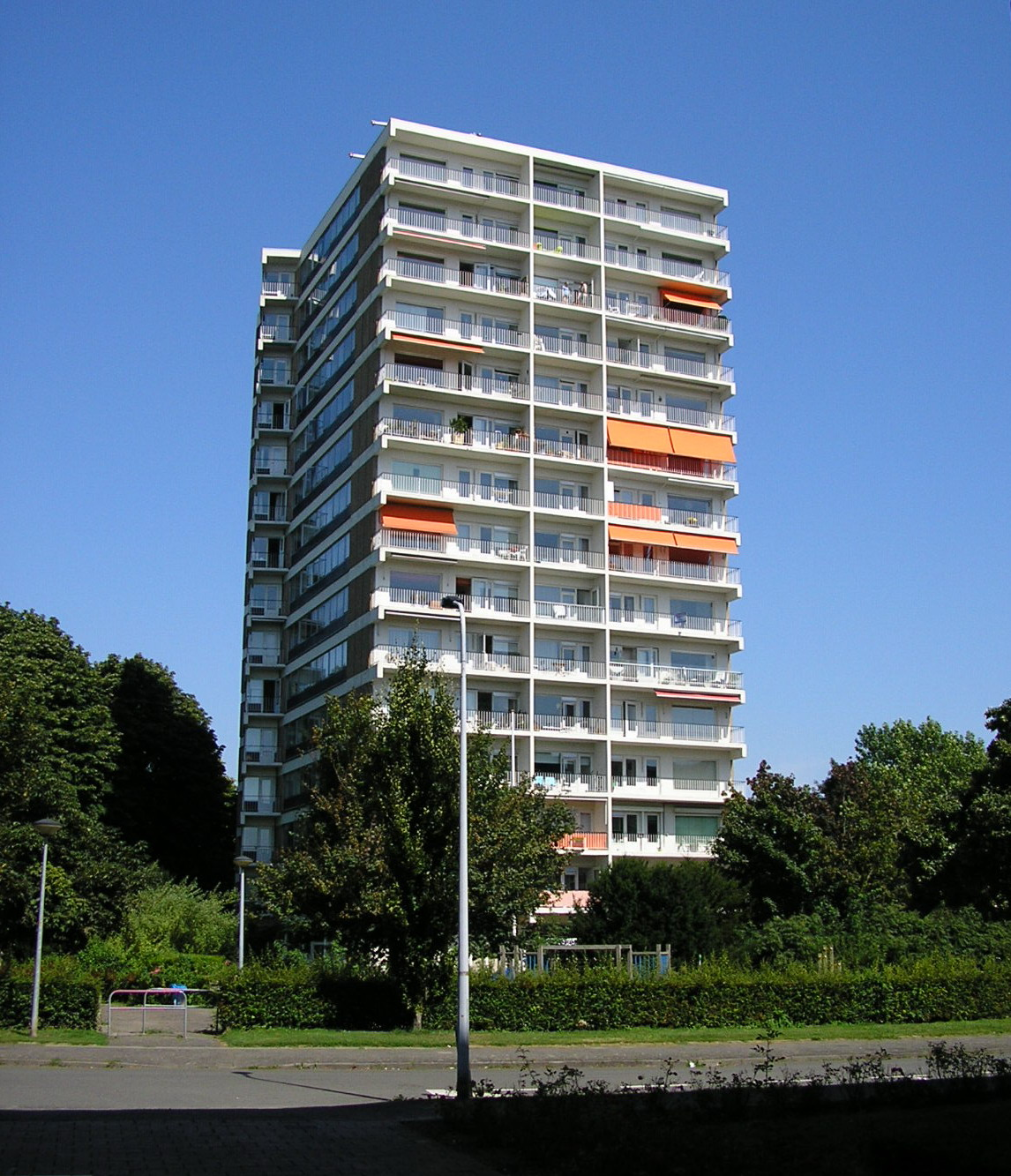
Torenflat Oranjeplein (Maastricht)
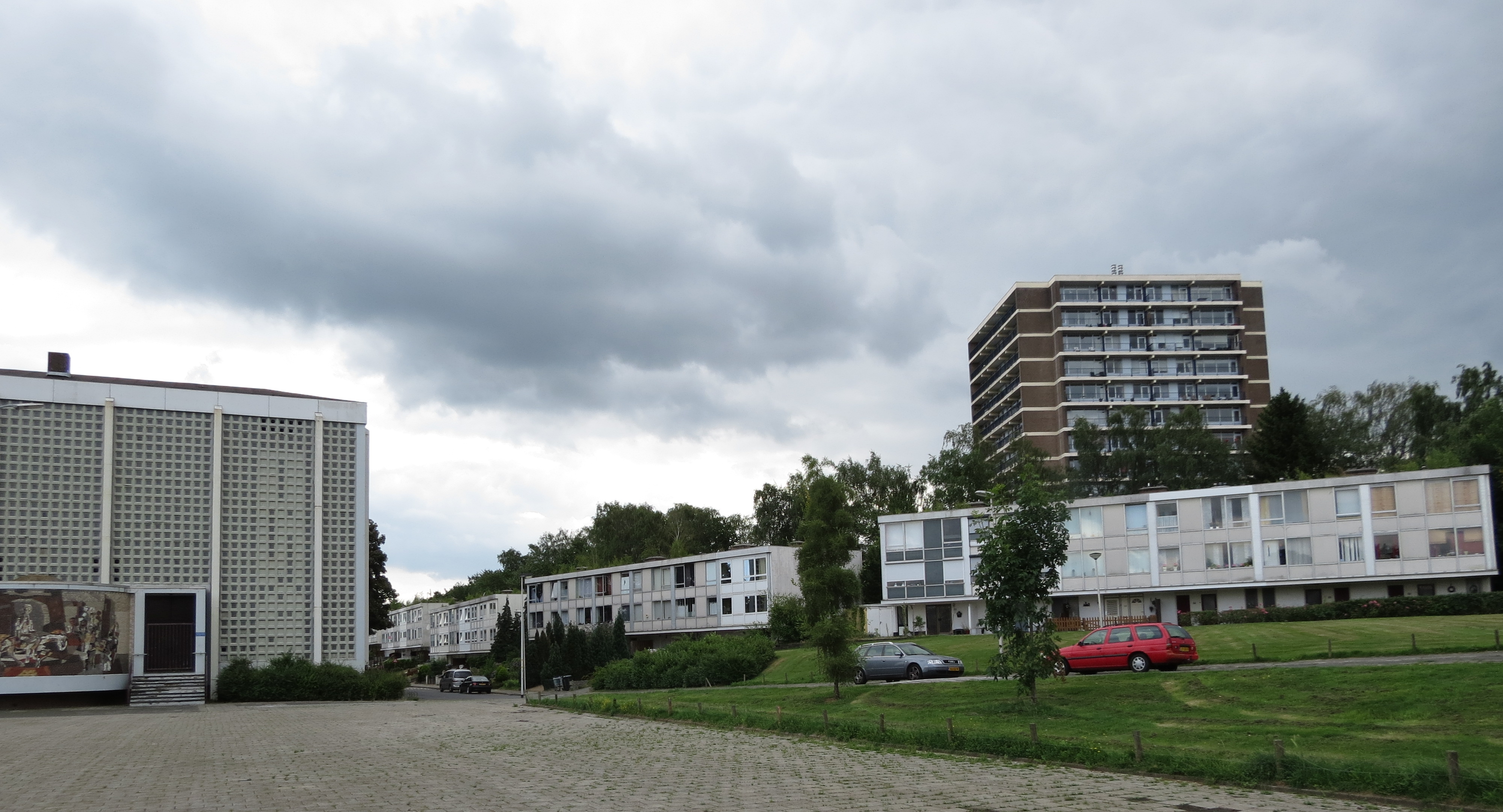
Vrieheide De Stack (Heerlen)
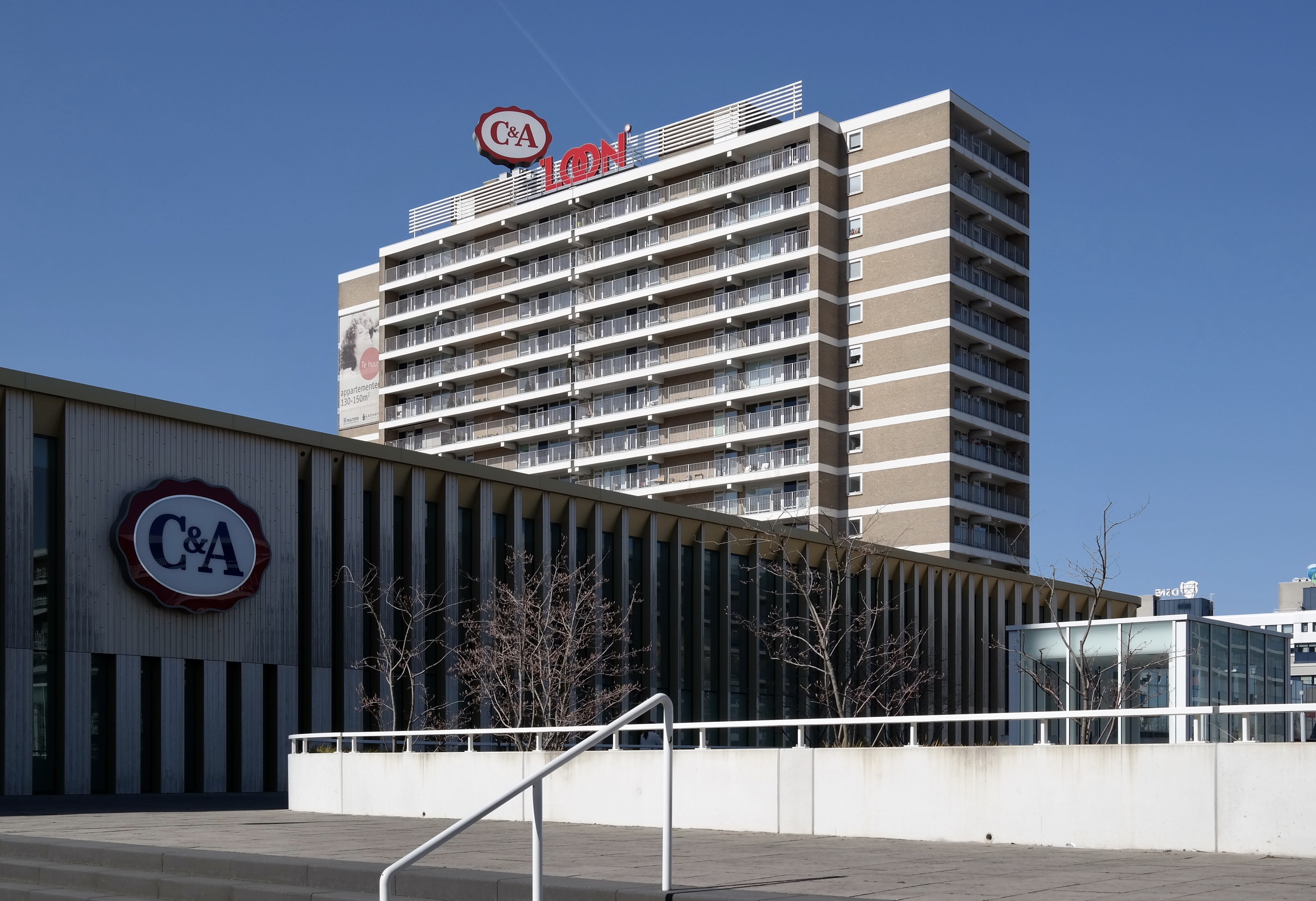
Winkelcentrum 't Loon en Homerusflat (Heerlen)
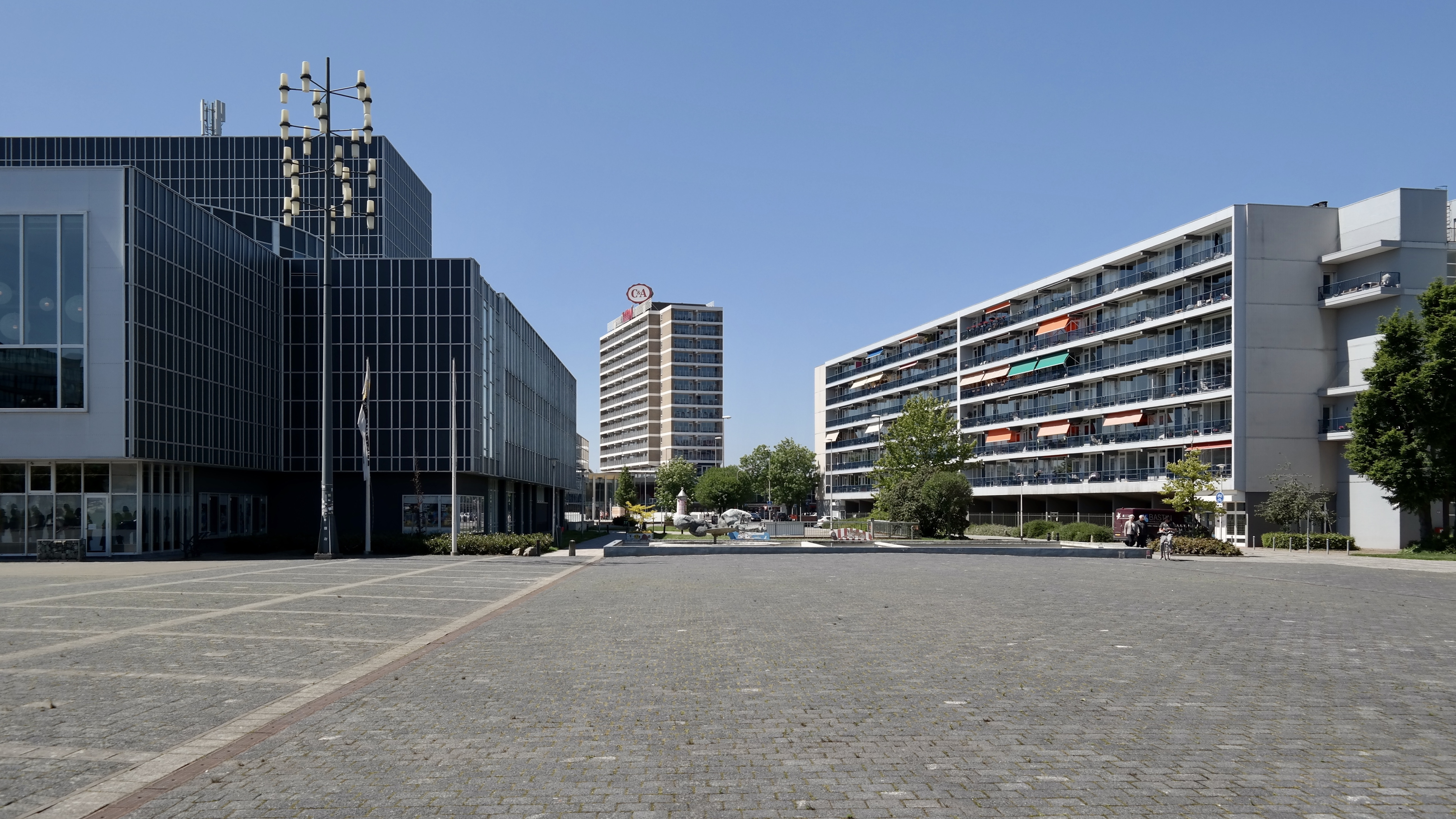
Appartementen Burgemeester van Grunsvenplein, rechts op foto
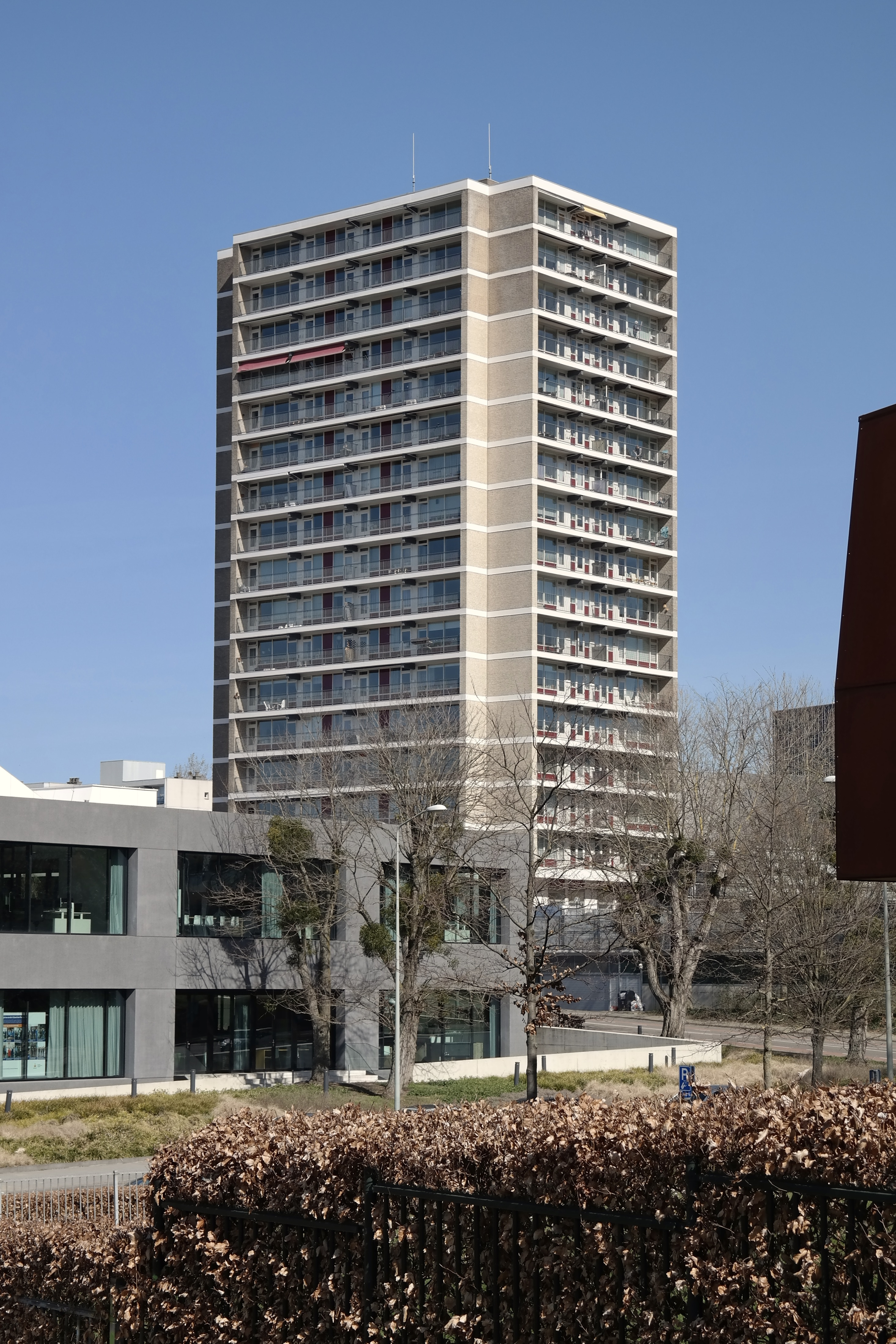
Euterpeflat (Heerlen)
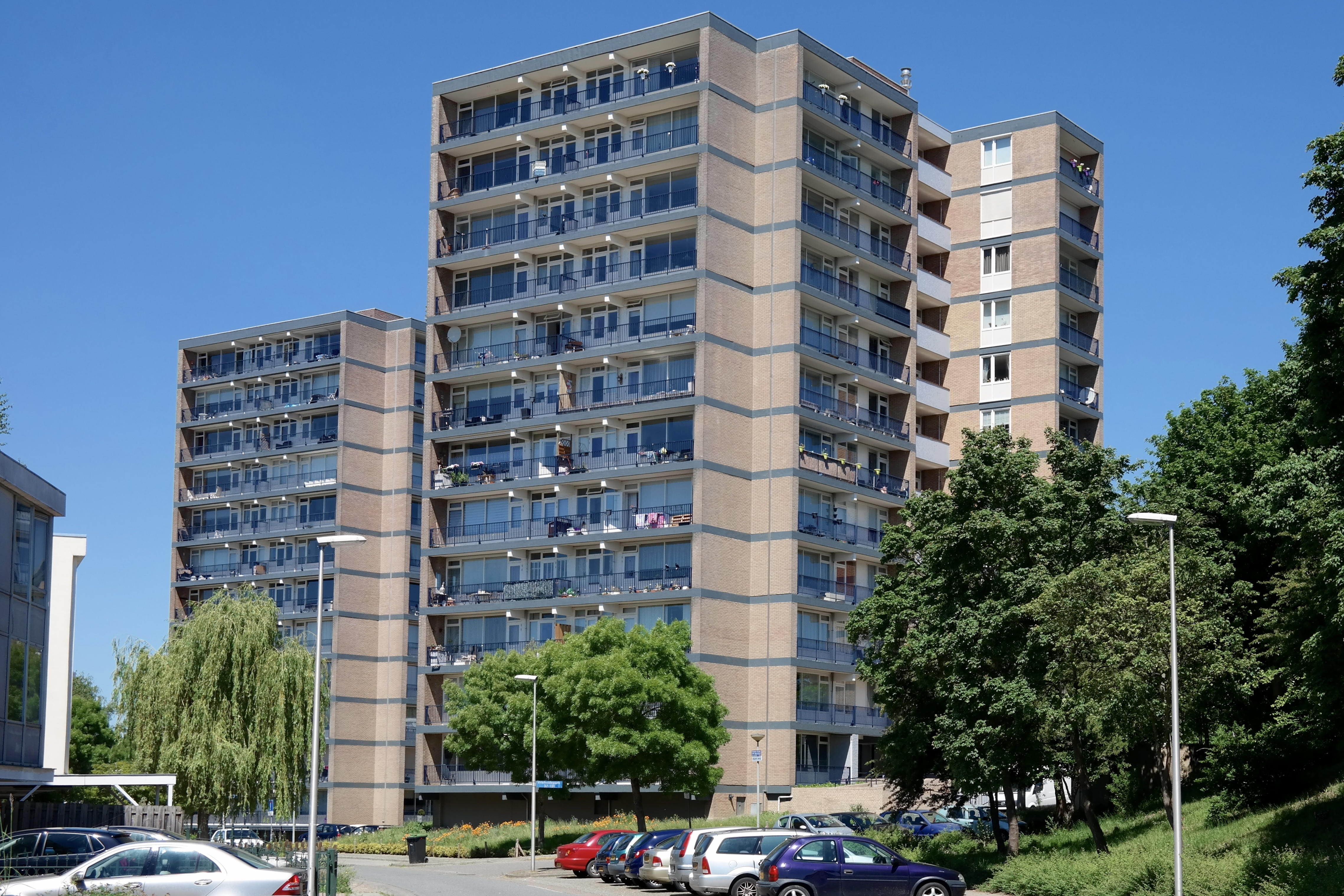
Torenflats Vrieheidepark (Heerlen)
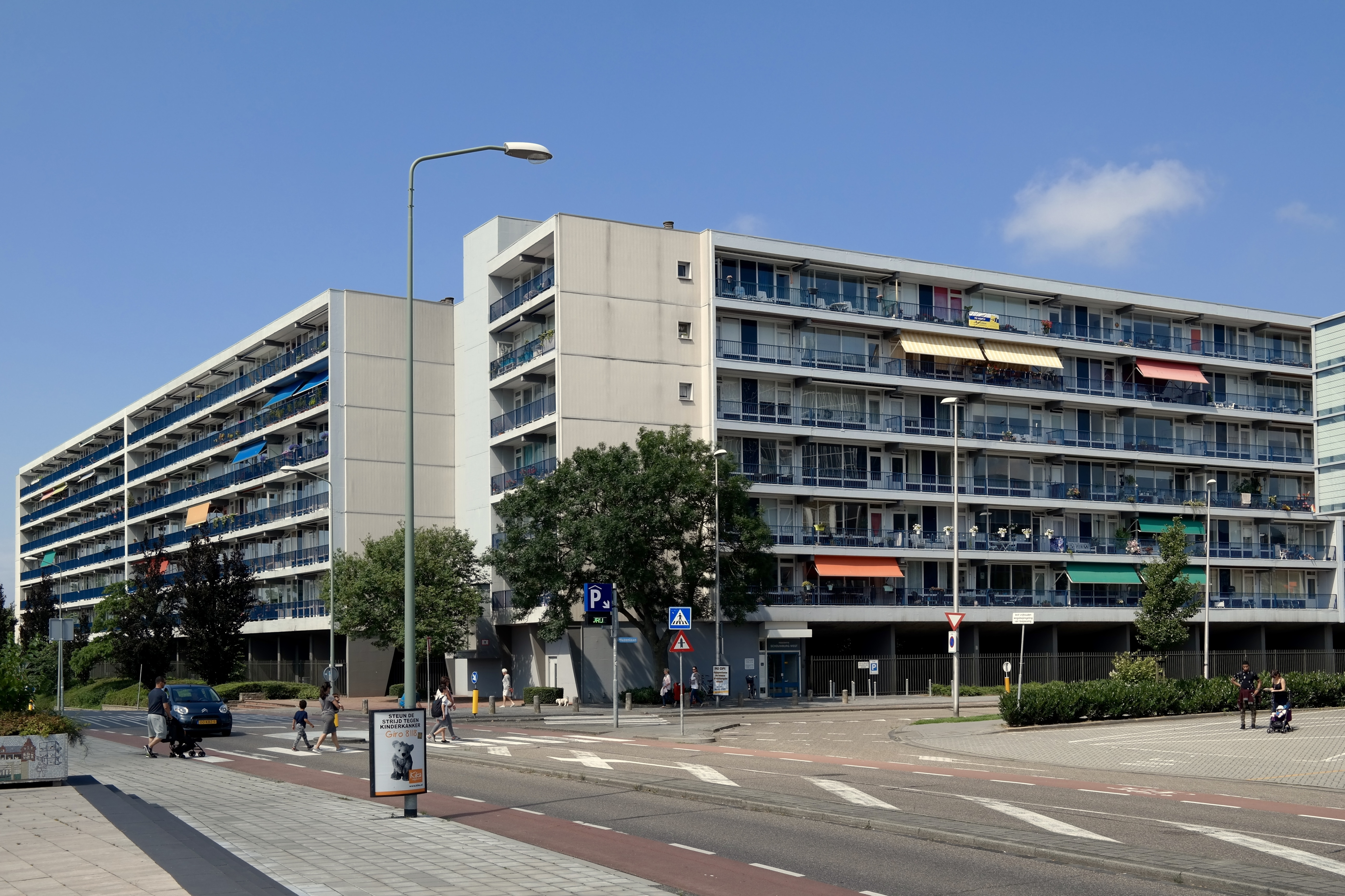
Flats aan de Homerusstraat (Heerlen)
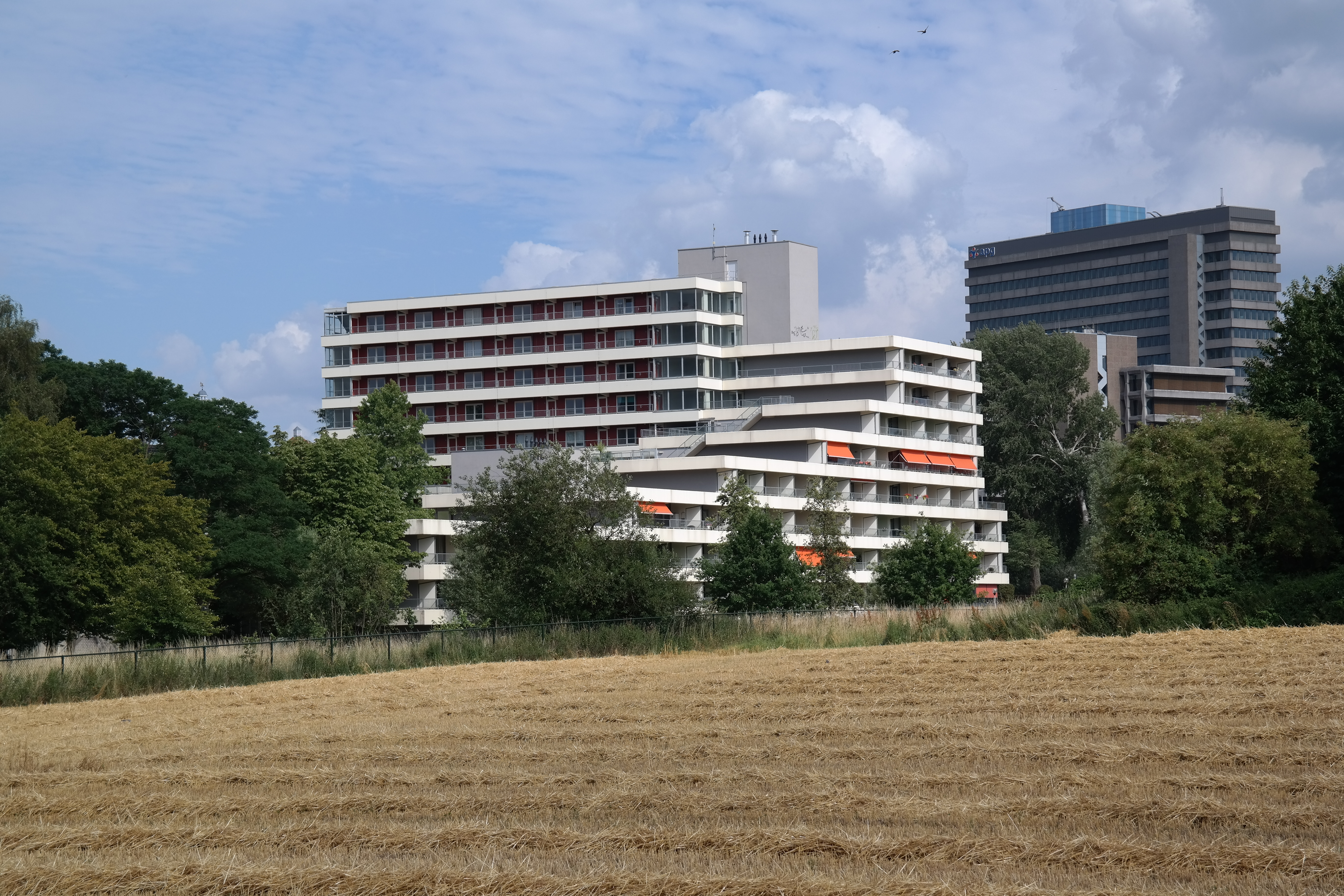
Zorgcentrum Douvenrade (Heerlen)
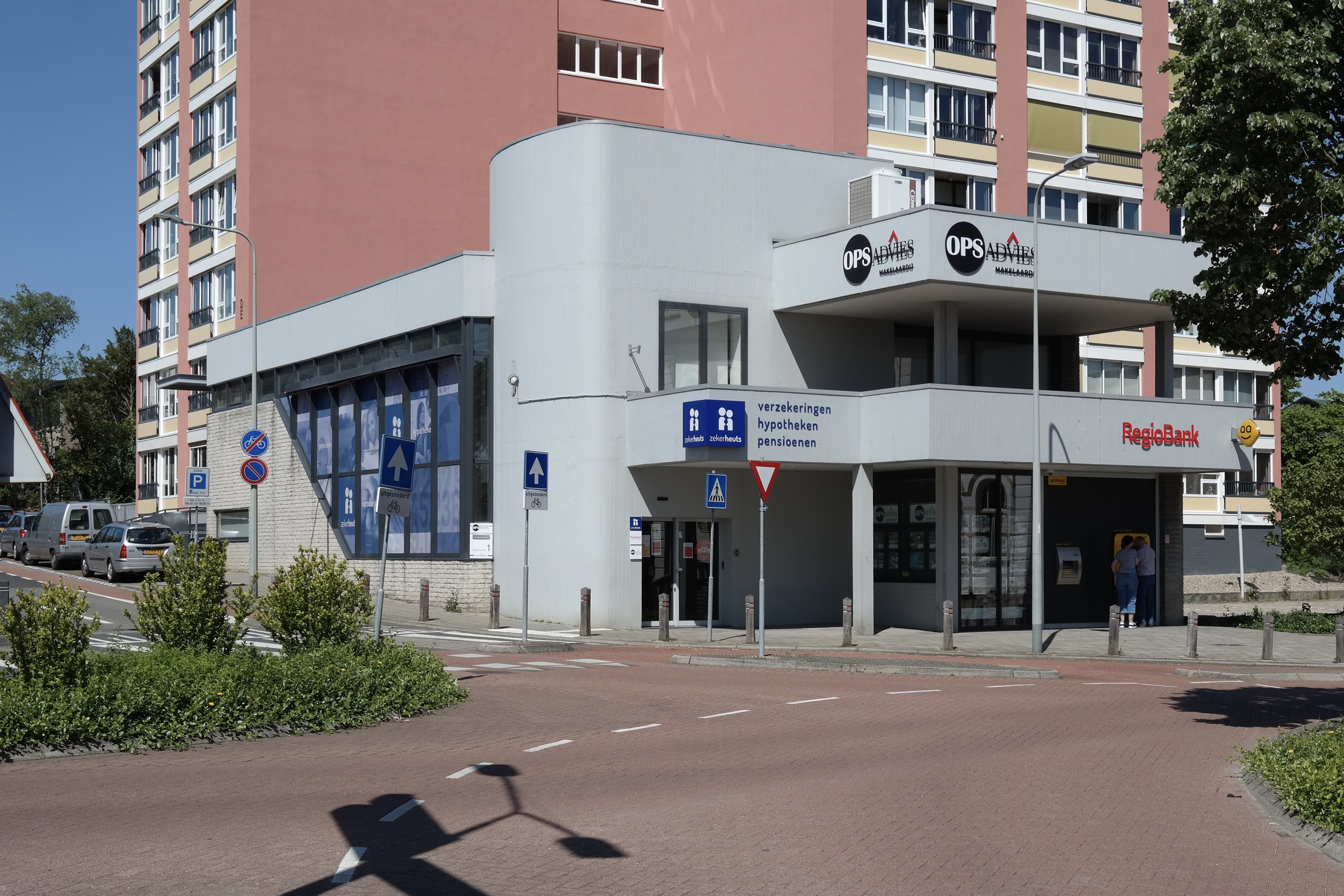
Voormalig gebouw NMB-bank (Brunssum)
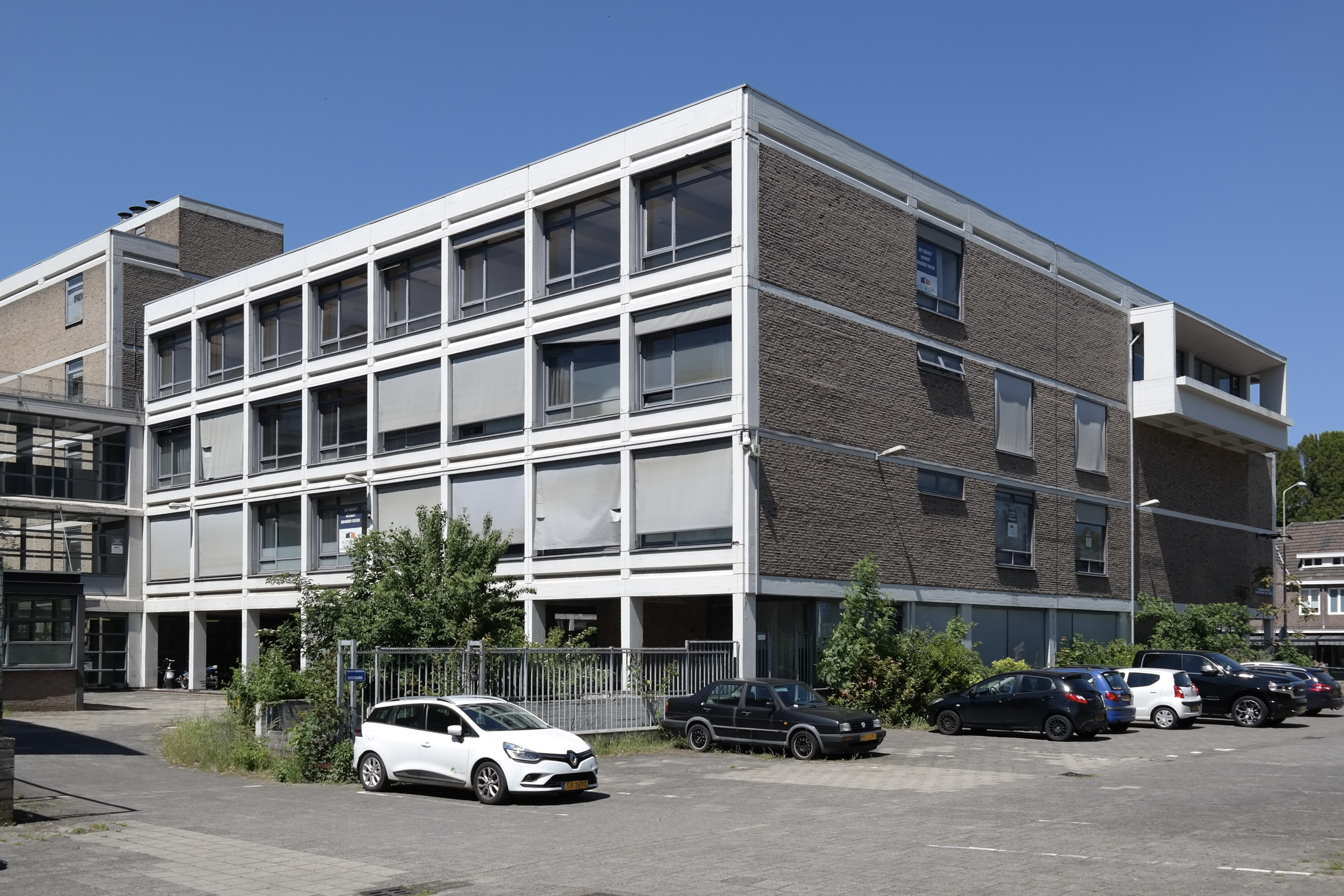
Voormalig gebouw St. Claraschool (Heerlen)
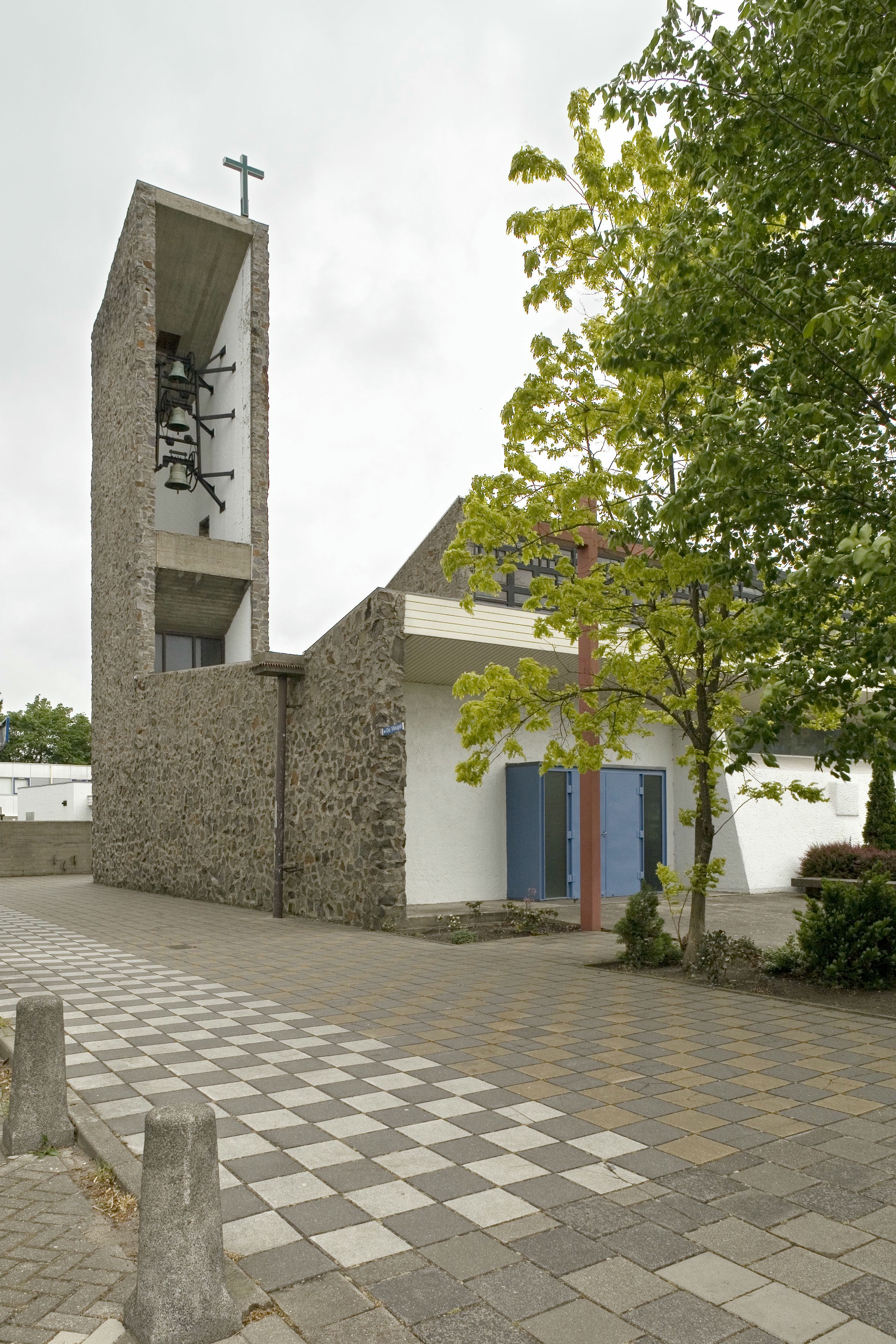
Pastoor van Arskerk (Haarlem)
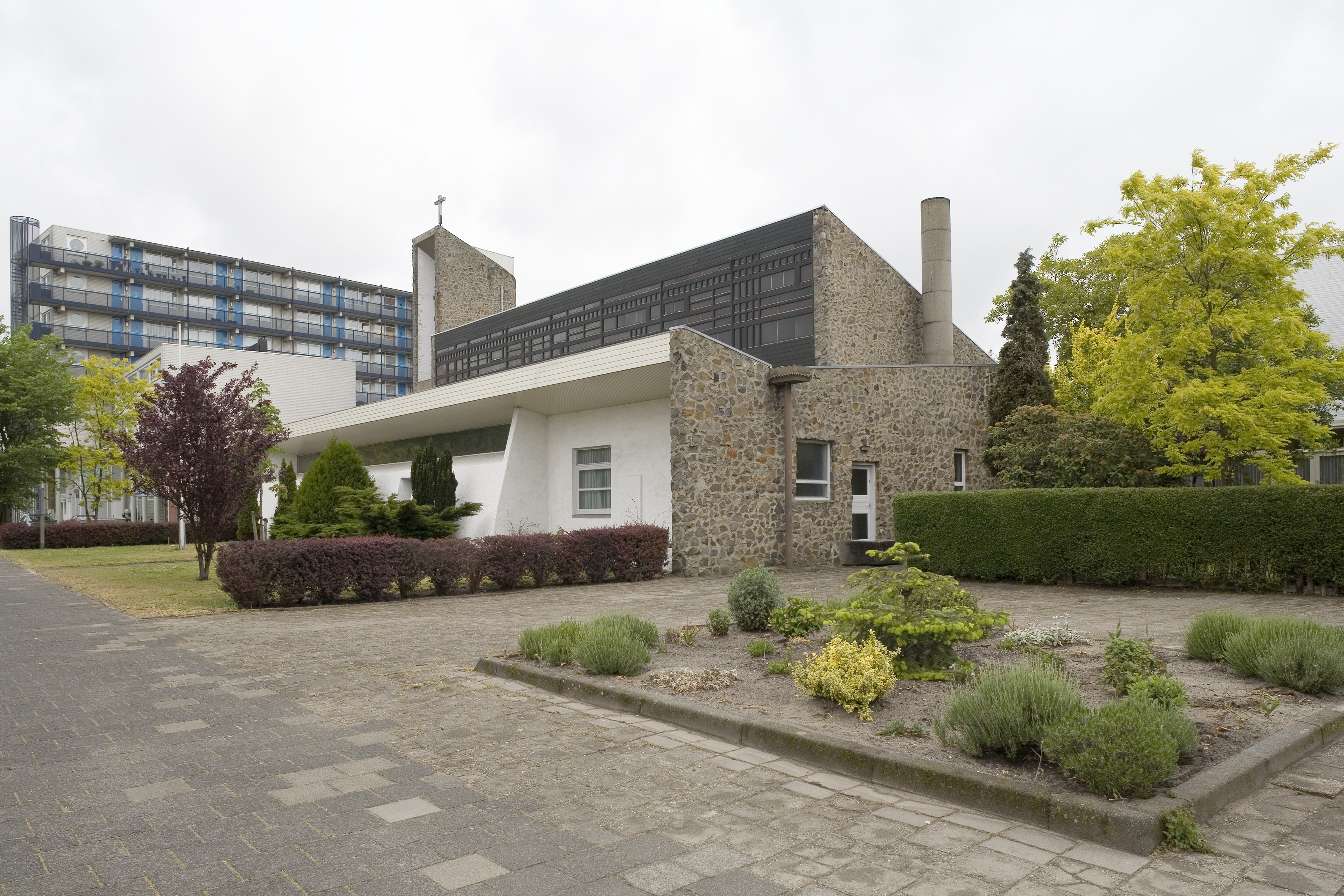
Pastoor van Arskerk (Haarlem)